# Scitala rorida
Scitala rorida är en skalbaggsart som beskrevs av Hermann Burmeister 1855. Scitala rorida ingår i släktet Scitala och familjen Melolonthidae. Inga underarter finns listade i Catalogue of Life.